# Hafrún Rakel Halldórsdóttir
Hafrún Rakel Halldórsdóttir (* 1. Oktober 2002) ist eine isländische Fußballspielerin. Sie steht seit 2024 bei Brøndby IF unter Vertrag.

## Karriere

### Verein
Im Alter von 14 Jahren stieg Hafrún Rakel Halldórsdóttir zur Saison 2017 in die erste Mannschaft der Spielgemeinschaft von UMF Afturelding und Fram Reykjavík auf, welche in der dritthöchsten Liga im isländischen Frauenfußball spielte. Direkt in der ersten Saison schaffte sie mit ihrer Mannschaft den Aufstieg in die nächsthöhere Liga, wo man in der Saison 2018 den Klassenerhalt schaffte. Nach der Saison löste sich die Spielgemeinschaft auf. Die Mannschaft um Hafrún Rakel Halldórsdóttir wurde alleine von der UMF Afturelding in der darauffolgenden Saison fortgeführt. Die Saison 2019 beendete die Mannschaft mit dem fünften Platz im Mittelfeld der Tabelle.
Zur Saison 2020 wurde Hafrún Rakel Halldórsdóttir vom isländischen Spitzenteam Breiðablik Kópavogur verpflichtet und gab am 13. Juni 2020 beim 3:0-Sieg gegen FH Hafnarfjörður ihr Debüt für ihren neuen Verein in der Úrvalsdeild kvenna. Gleich in der ersten Saison konnte sie sich mit ihrer Mannschaft mit nur zwei Punkten Vorsprung vor Valur Reykjavík die Meisterschaft sichern und qualifizierte sich damit auch für die UEFA Women’s Champions League 2021/22. Am 4. Mai 2021 erzielte Hafrún Rakel Halldórsdóttir ihren ersten Treffer für Breiðablik Kópavogur beim 9:0-Ligasieg gegen Fylkir Reykjavík. Sie erzielte in der 55. Minute das zwischenzeitliche 4:0. Nachdem sich die Mannschaft aus Kópavogur in der UEFA Women’s Champions League 2021/22 in der Qualifikation durch Siege gegen KÍ Klaksvík, FC Gintra und ŽNK Osijek durchsetzen konnte, feierte Hafrún Rakel Halldórsdóttir am 6. Oktober 2021 bei der 0:2-Niederlage gegen Paris Saint-Germain ihr Debüt in der UEFA Women’s Champions League.
Im Dezember 2023 wurde ihr Wechsel zum Brøndby IF bekannt gegeben.

### Nationalmannschaft
Nachdem sie bereits mehrere Spiele in den Junioren-Nationalmannschaften von Island absolviert hatte, wurde Hafrún Rakel Halldórsdóttir im März 2021 erstmals durch Trainer Þorsteinn H. Halldórsson für die Isländische Fußballnationalmannschaft nominiert und debütierte am 10. April 2021 bei der 1:0-Testspielniederlage gegen Italien, wo sie in der 86. Minute für Elísa Viðarsdóttir eingewechselt wurde.
Am 13. Juni 2025 wurde sie für die EM-Endrunde 2025 nominiert. Sie wurde bei den drei Niederlagen ihrer Mannschaft, nach denen die Isländerinnen ausschieden, lediglich im zweiten Gruppenspiel gegen die Schweiz eingewechselt.

## Erfolge
- Isländischer Meister: 2020